# Cotoneaster turbinatus
Cotoneaster turbinatus là loài thực vật có hoa trong họ Hoa hồng. Loài này được Craib mô tả khoa học đầu tiên năm 1914.